# Epidendrum belloi
Epidendrum belloi är en orkidéart som beskrevs av Eric Hágsater. Epidendrum belloi ingår i släktet Epidendrum och familjen orkidéer. Inga underarter finns listade i Catalogue of Life.